# Muğla (provinca)
Provinca Muğla je provinca, ki se nahaja v zahodni Anatoliji v Turčiji ob Egejskem morju. Središče province je mesto Muğla. V provinci se nahaja nekaj največjih turških turističnih centrov, kot so Bodrum, Oludeniz, Marmaris in Fethiye.

## Okrožja
- Bodrum
- Dalaman
- Datça
- Fethiye
- Kavaklıdere
- Köyceğiz
- Marmaris
- Milas
- Muğla
- Ortaca
- Ula
- Yatağan

Koordinati:   37°01′49″N, 28°30′23″E